# Ochotona alpina
Espèce
Statut de conservation UICN

 LC  : Préoccupation mineure
Ochotona alpina, le pika de l'Altaï ou pika alpin, est une espèce de mammifères lagomorphes de la famille des Ochotonidae.

## Habitat
Il habite les régions semi-arides et montagneuses de l'Altaï, comme la steppe de la Tchouïa.